# Petr Kapinus

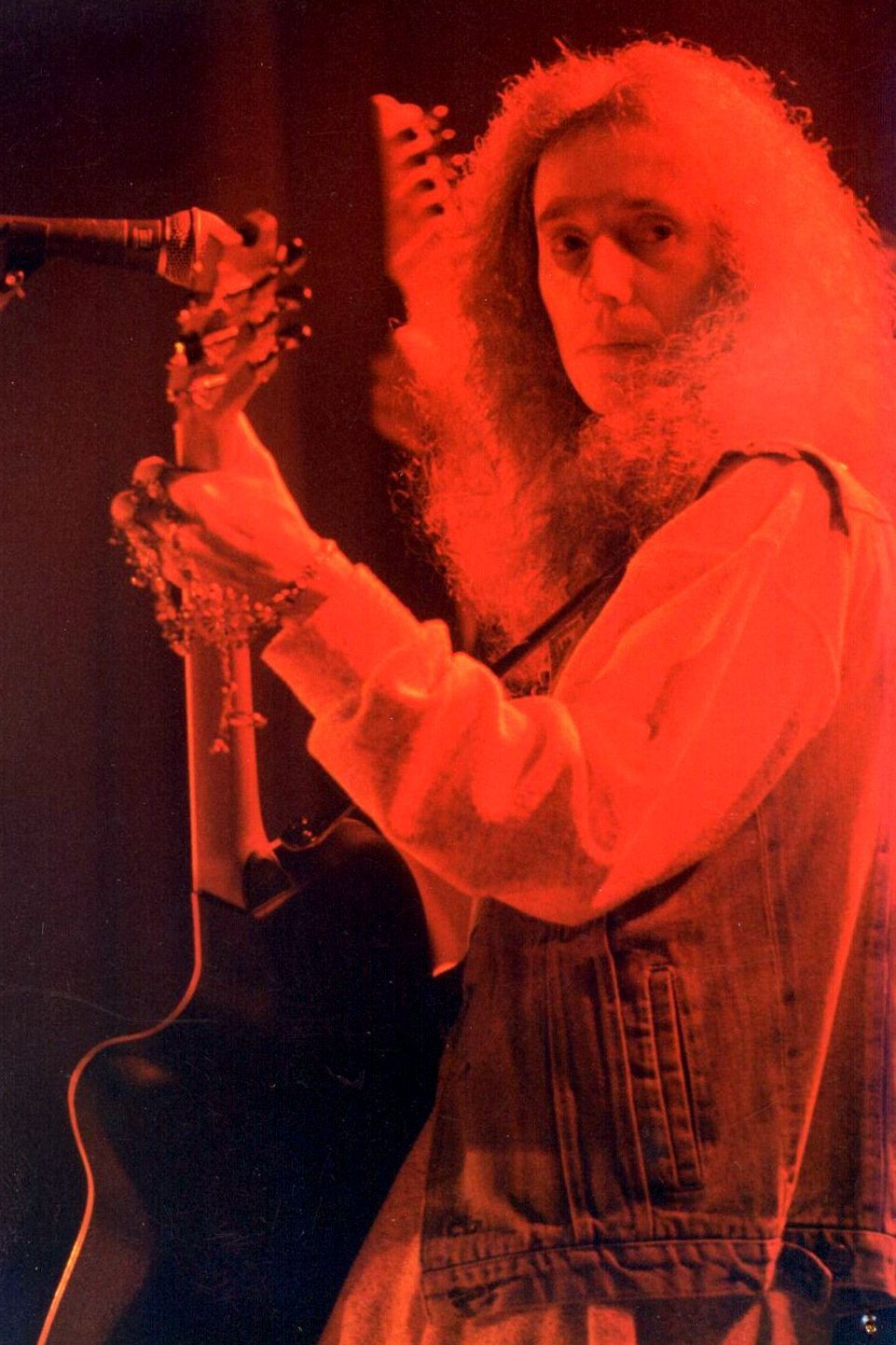
Petr Kapinus - foto z koncertu

Petr Kapinus (* 19. srpna 1963 Vlčnov) je český zpěvák, textař a pedagog.

## Životopis
Vystudoval Gymnázium J. A. Komenského v Uherském Brodě, poté obor učitel všeobecně vzdělávacích předmětů, aprobace ruský jazyk a občanská výchova pro 5. až 12. ročník na Pedagogické fakultě Univerzity J. E. Purkyně v Brně, tamtéž obhájil doktorát z didaktiky ruského jazyka.
V roce 1978 se stal zpěvákem bigbeatové skupiny Neptun ze Strání. Po odchodu z moravsko-slovenského pomezí se usadil v Třebíči, kde se stal v roce 1983 spoluzakladatelem rockové skupiny Bagr, v níž působil jako zpěvák až do roku 2000. S touto skupinou vydal celkem 8 profilových alb, sám pak vydal 2 folková sólová alba. S herečkou Evou Vejmělkovou natočil videoklip na skladbu "Jméno Eva".
Je ceněn jako vynikající textař (za rok 1999 se dokonce stal vítězem celorepublikové soutěže bigbítových textařů). Profesionálně se však hudbou živil jen krátce, spíše z nutnosti. Jeho hlavní profesí je pedagogická činnost. Prvním učitelským působištěm, ještě v průběhu studia na vysoké škole, bylo SOU obuvnické v Třebíči, později vyučoval v Základní škole Předín u Třebíče. Vzhledem k tomu, že se odmítl účastnit dříve povinné vojenské katedry při studiu na vysoké škole, musel po završení studia absolvovat celou tehdy povinnou dvouletou základní vojenskou službu. Tu strávil na vojenském letišti v Brně.
Později se s rodinou odstěhoval do Pardubického kraje, kde působil jako pedagog v Základní škole Radiměř u Svitav, do Třebíče však dále dojížděl kvůli svým hudebním vystoupením se skupinou Bagr a bylo jen otázkou času, kdy se do svého oblíbeného působiště vrátí natrvalo.
Po sametové revoluci pracoval ve sboru poradců Ministerstva školství a tělovýchovy ČR. Po svém návratu do Třebíče však učitelské místo nemohl nějaký čas sehnat, proto se krátce živil výhradně hudbou, pět let pak pracoval jako šéfredaktor Zpravodaje Města Třebíče a redaktor Českého rozhlasu. Pak nastoupil jako učitel Základní speciální školy Třebíč, odkud po deseti letech přestoupil na Základní školu T. G. Masaryka Třebíč jako učitel hudební výchovy, ruštiny a informatiky.
Petr Kapinus je ženatý (od roku 1986) a má jednu dceru.

### Diskografie

#### se skupinou Bagr
- Pro princeznu (1992)
- Odpusť (1993)
- Noc i den (1994)
- Zvoník od Matky Boží (1995)
- Oheň a kříž (1997)
- Růže na harleyi (1998)
- Magistr Kelley (1999)
- Mademoiselle Minette (2000)

#### sólová alba (folk)
- Křídla z náplastí (1992)
- Poslední dárek (1994)